# De dame en de eenhoorn
De dame en de eenhoorn (Frans: La dame à la licorne) is een serie van zes wandtapijten, door velen beschouwd als een van de meesterwerken van de hoogmiddeleeuwse kunst. Ze zijn te bezichtigen in het Parijse Musée de Cluny.

## Geschiedenis
Er is heel weinig over de ontstaansgeschiedenis van de tapijten bekend. De afgebeelde wapenschilden werden gevoerd door de familie Le Viste uit Lyon, die aspireerde naar het adeldom. Meestal werd aangenomen dat de opdrachtgever Jean IV Le Viste was, die de wapens droeg van 1484 tot 1500. Meer recente interpretaties wijzen naar Antoine II Le Viste (1470-1534).
Iconografisch is het werk duidelijk verwant aan een andere tapijtreeks, de Jacht op de eenhoorn, en aan bepaalde getijdenboeken. Daaruit leidt men af dat de kartons in Parijs zijn vervaardigd. Het weven gebeurde naar alle waarschijnlijkheid in de Zuidelijke Nederlanden, gelet op de verfijnde uitvoering.
Het was de schrijfster George Sand die de tapijten na eeuwen uit de vergetelheid rukte. In haar dagboek beschreef ze haar fascinatie voor de enigmatische tapijten, die ze tussen 1835 en 1840 regelmatig bestudeerde in het kasteel van Boussac. Ten onrechte zag ze er een oosters verhaal in, op basis van de maansikkels op de blazoenen. In haar nogal vage beschrijving maakte ze gewag van acht tapijten.
Haar vluchtige minnaar Prosper Mérimée liet de reeks, die in slechte staat was, in 1841 beschermen. Zes jaar voordien had de erfgename van het kasteel van Boussac ze aan de gemeente verkocht. Na een bod van de Rothschilds in 1878, verkocht de gemeente Boussac de zes wandtapijten uiteindelijk aan het Museum van Cluny (1882).

## Beschrijving
De tapijten zijn ongeveer 3,7 meter hoog en variëren in breedte (van 2,9 tot 4,6 meter). De figuratieve voorstellingen zijn opgebouwd uit wol en zijde, dus zonder gebruik van de meer kostbare gouddraden.
Op elk wandtapijt verschijnt een dame met links een leeuw en rechts een eenhoorn. Deze dieren hebben duidelijk een heraldische betekenis, maar over hun symbolische waarde – zeker van de eenhoorn – gaan de meest uiteenlopende theorieën rond. Telkens bevinden ze zich op een blauw eiland tegen een effen rode achtergrond, bezaaid met bloemen en dieren. Dit was typisch voor de millefleurs, getuigend van een zekere horror vacui. Op het eiland staan twee hoge bomen (eik, pijnboom) en twee lage (hulst, sinaasappelboom), behalve op Het Gezicht.
Vijf tapijten vormen een allegorische voorstelling van de zintuigen. Volgens de in de middeleeuwen gangbare hiërarchie zijn dit achtereenvolgens:
- De dame die de hoorn van het fabeldier aanraakt en een vlaggenmast recht houdt, verwijst naar de tastzin.
- De dame die een suikerboon aanneemt van haar dienares en ze blijkbaar aan de parkiet op haar hand wil voeren, verwijst naar de smaak. Aan haar voeten zit een etende aap.
- De aap die ruikt aan een bloem, genomen uit een mand achter de dame die een geurige krans aan het maken is, verwijst naar de reukzin.
- De dame die een draagbaar orgel bespeelt terwijl haar dienares de blaasbalg bedient, verwijst naar het gehoor.
- De dame die de eenhoorn een spiegel voorhoudt, verwijst naar het gezicht. Bijkomend thema is de vangst van de eenhoorn, wat traditioneel gebeurde door een jonge maagd.

Het zesde tapijt heeft aanleiding gegeven tot de meeste speculatie. De dame laat een kostbaar halssnoer in haar juwelenkist glijden, aangeboden door een dienares. Op de opengeslagen tent achter haar staat de leuze A mon seul désir ("Aan mijn enige wens"). Mogelijk is dit een voorstelling van de vrije wil, die de mens toelaat zijn passies ter zijde te leggen en zijn zintuiglijkheid te beheersen. De letter na het devies is dan de Y, volgens de Pythagoreeërs het symbool van de keuze tussen Goed en Kwaad. Eerder dacht men dat de dame het halssnoer net uít de kist neemt (George Sand gaf het de titel "Choix des bijoux").
Het geheel sluit aan bij de hoofse liefde en de troubadourslyriek.

Volledige tapijtreeks
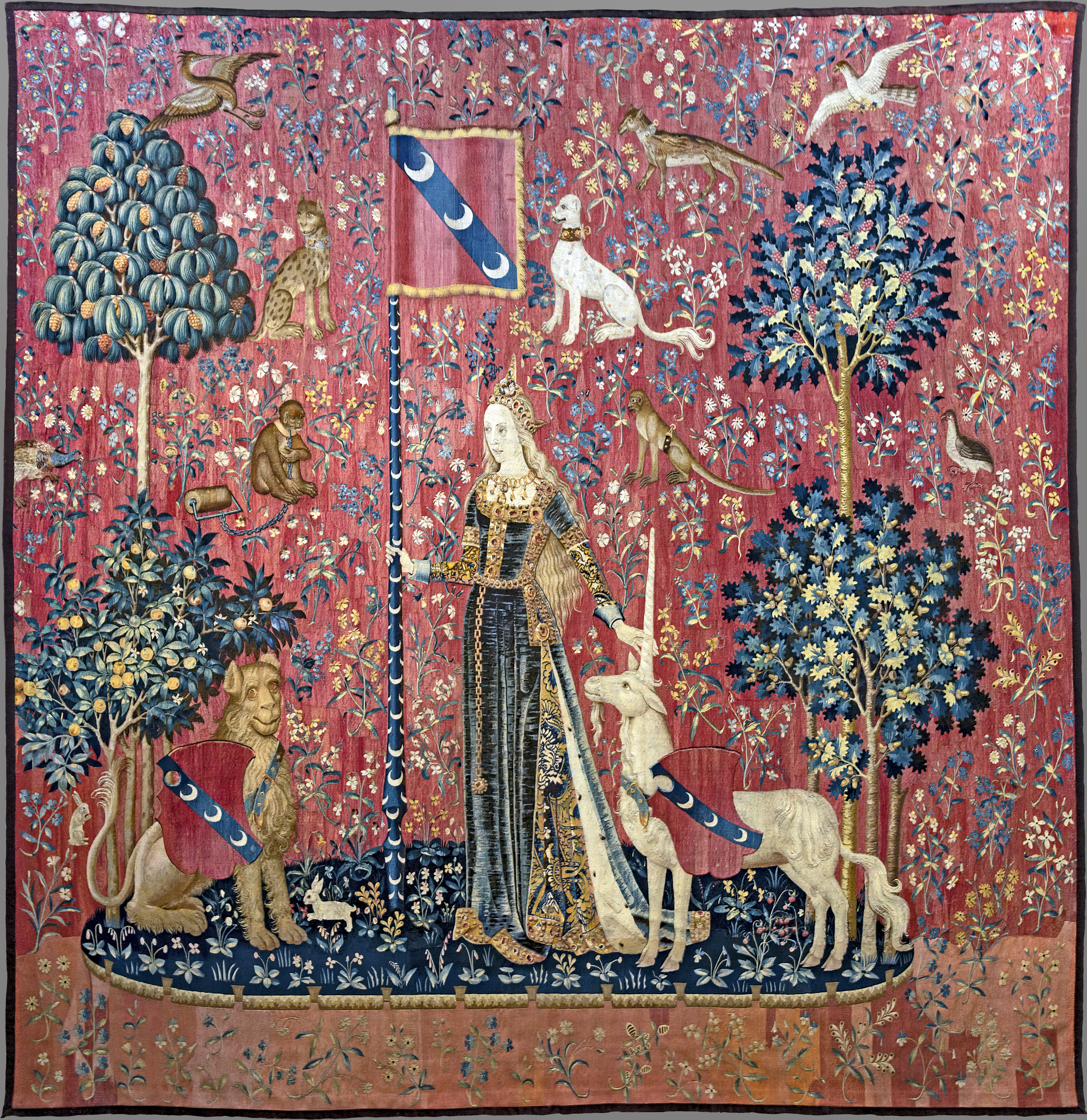
Gevoel
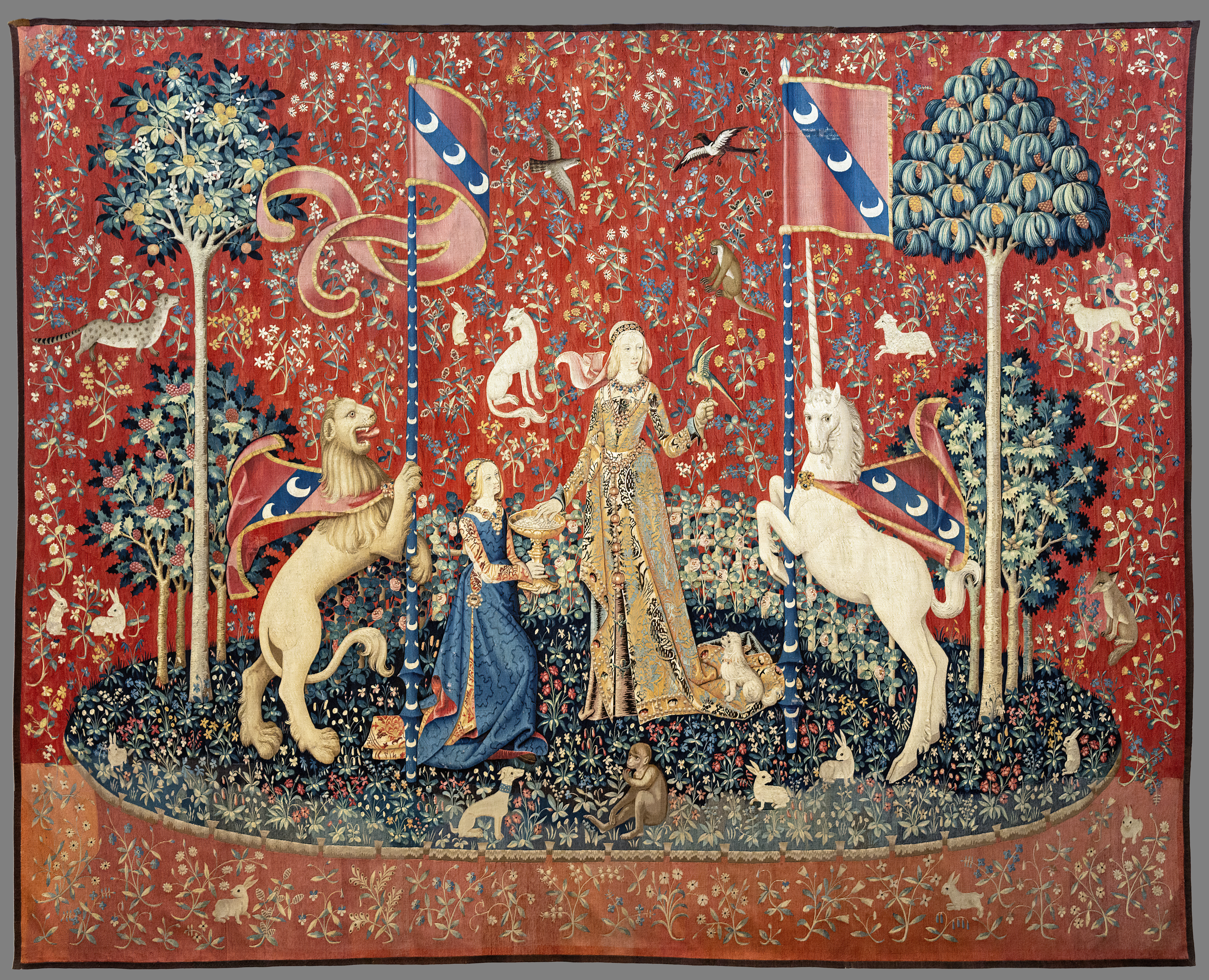
Smaak
Reuk
Gehoor
Zicht
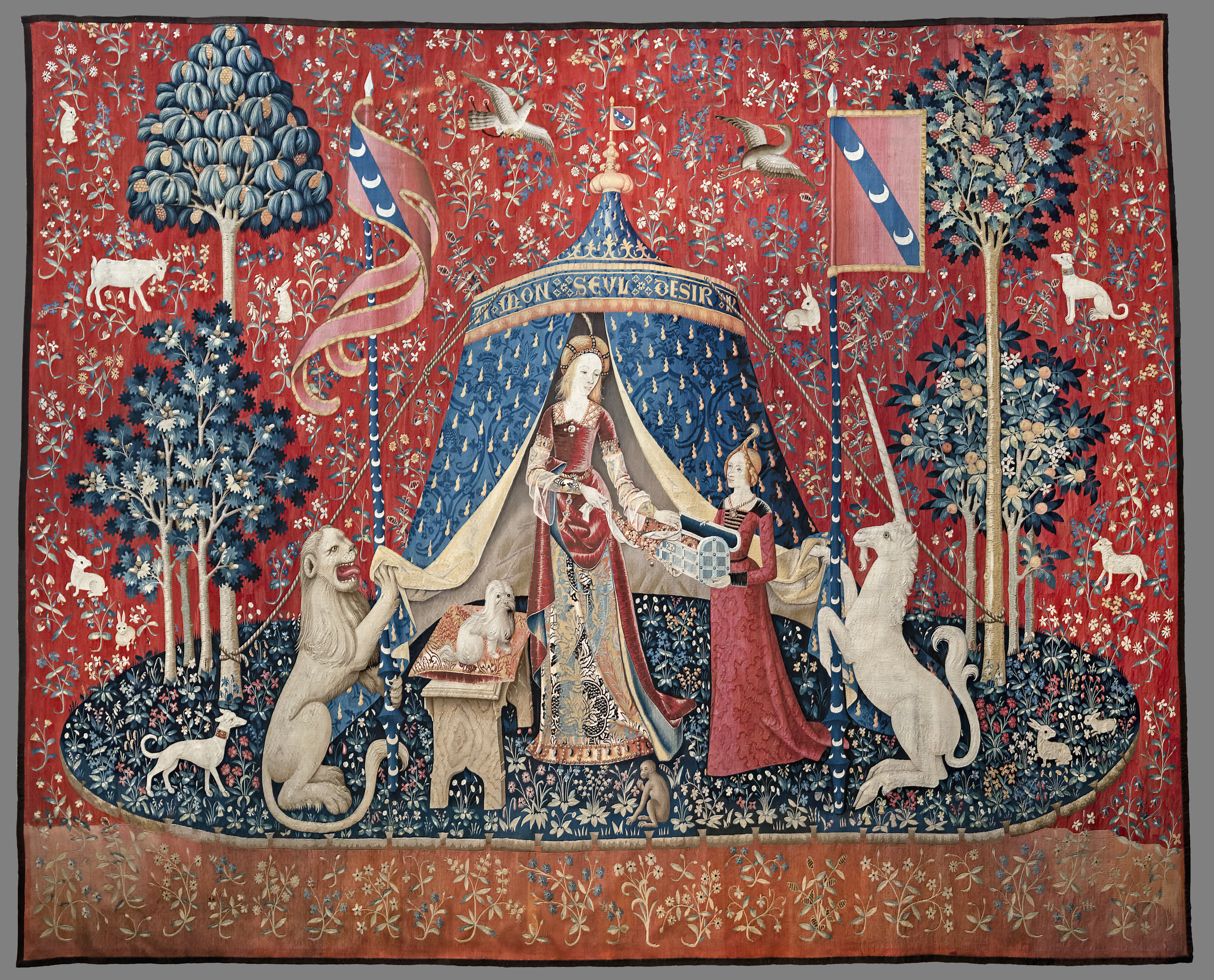
Aan mijn enige verlangen

Zintuigen - details
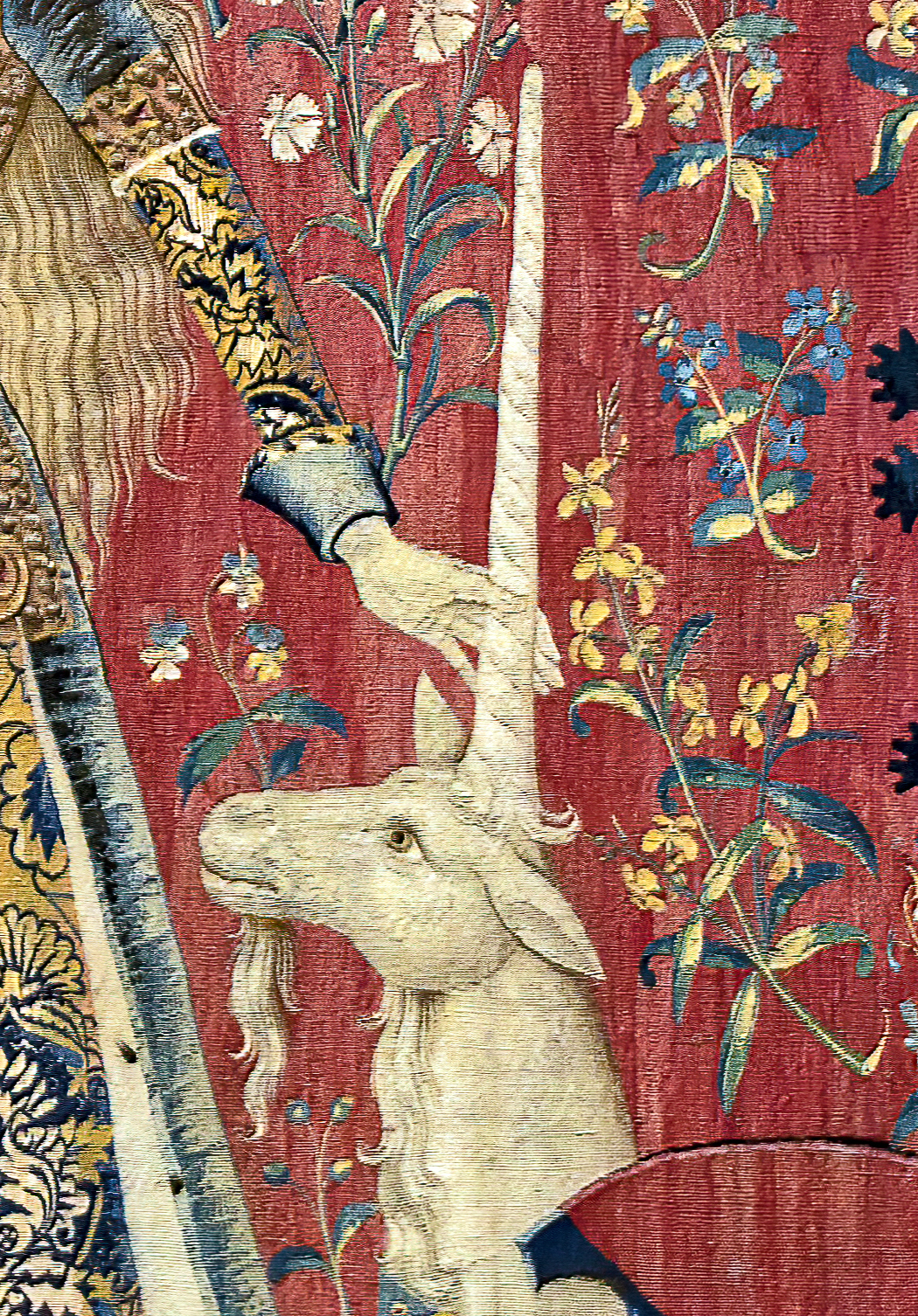
De hoorn aangeraakt
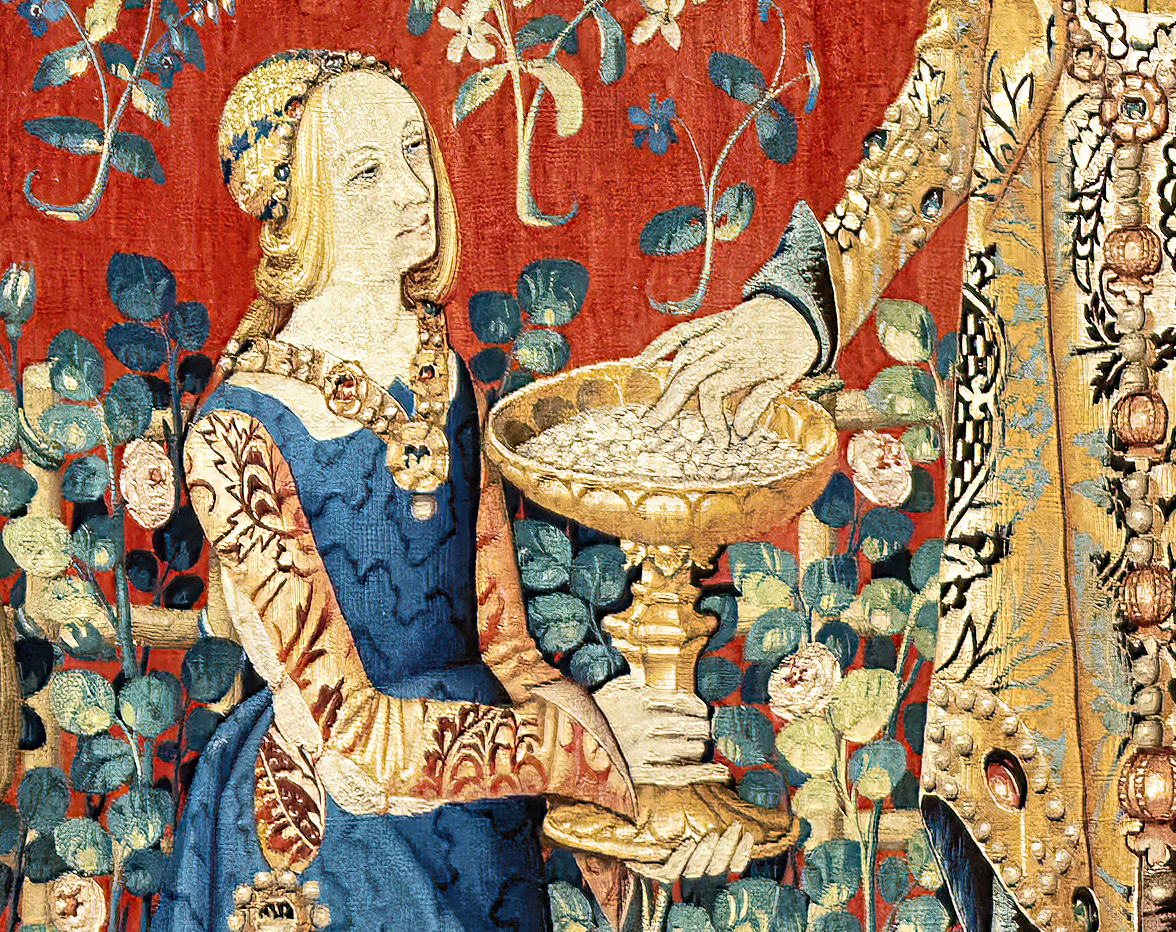
Schaal met suikerbonen
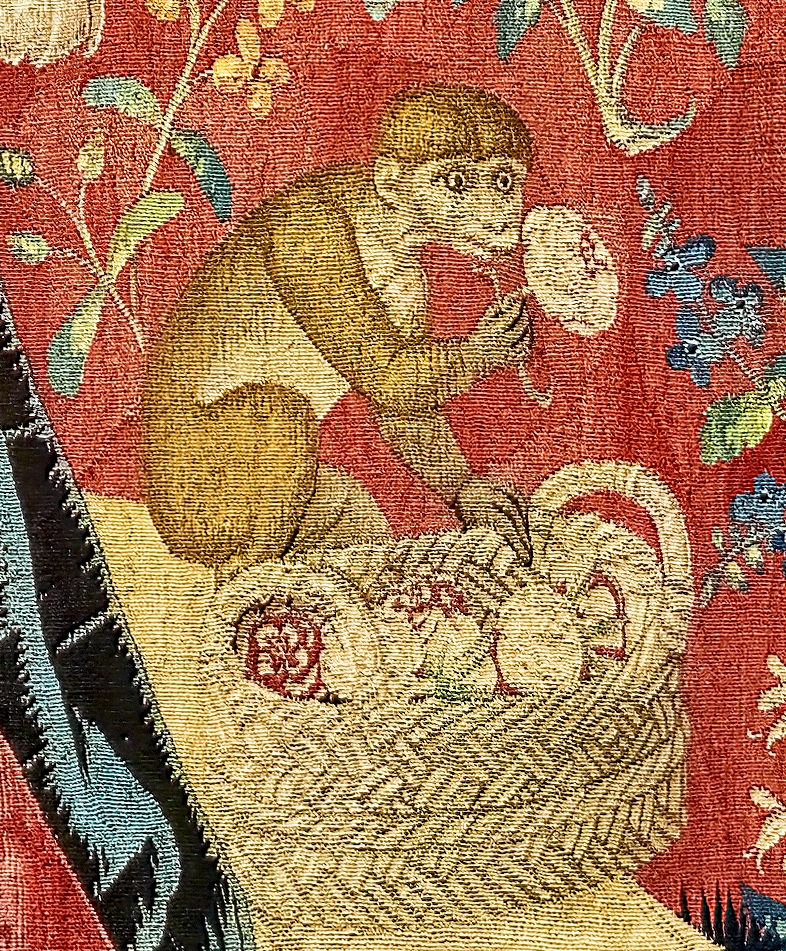
Ruikende aap
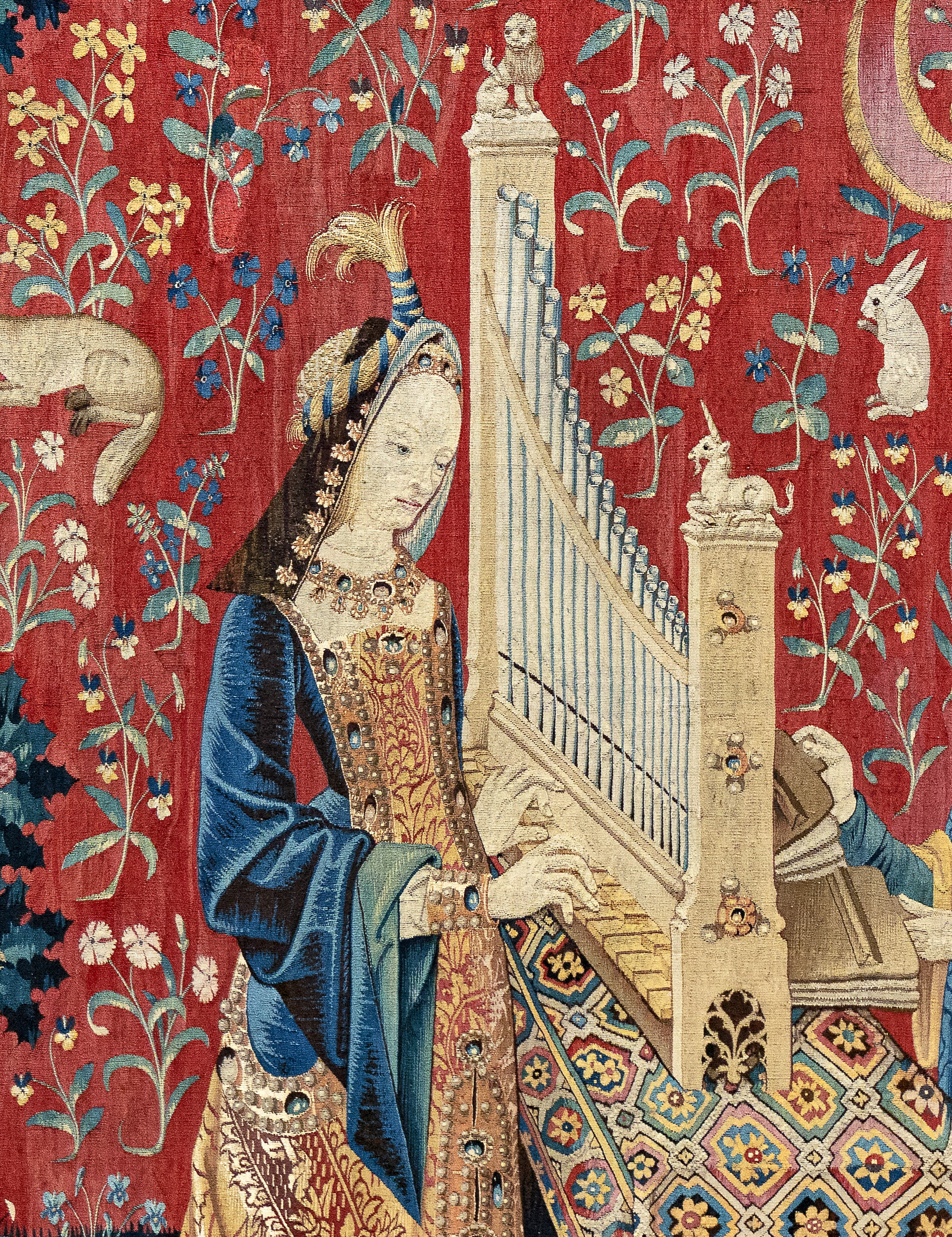
Orgelspel
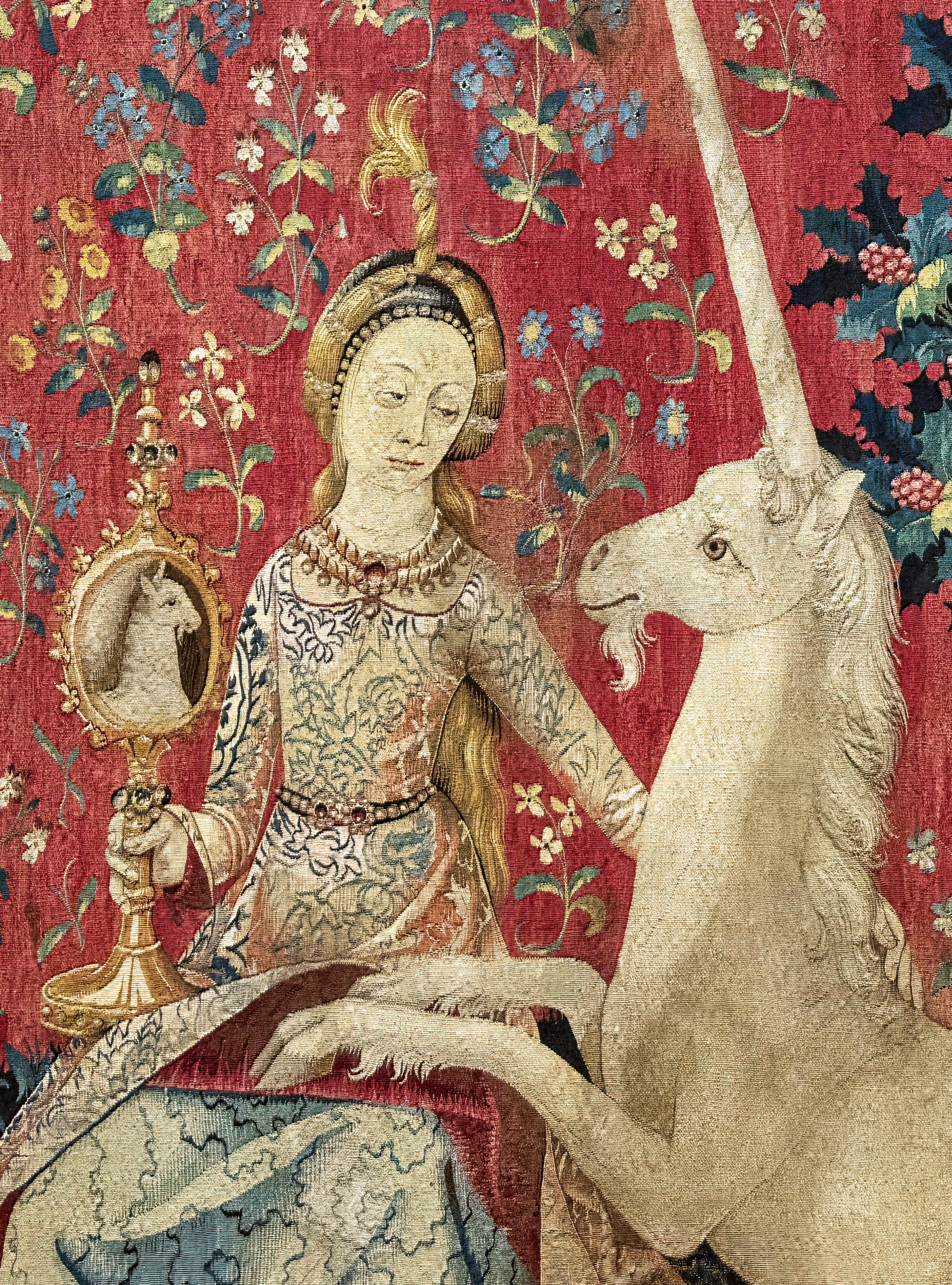
Eenhoorn in de spiegel

Andere details
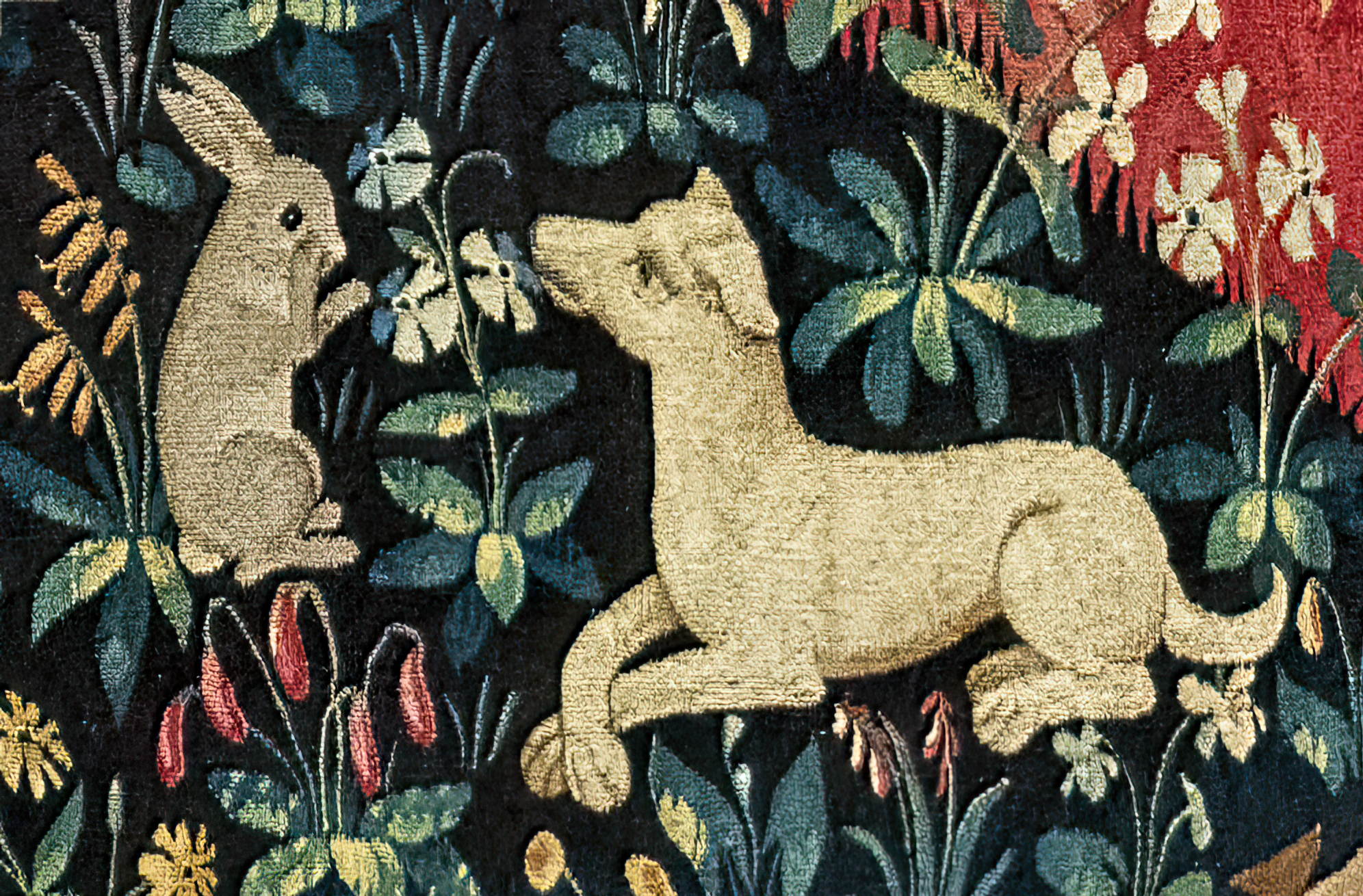
Konijn en hond
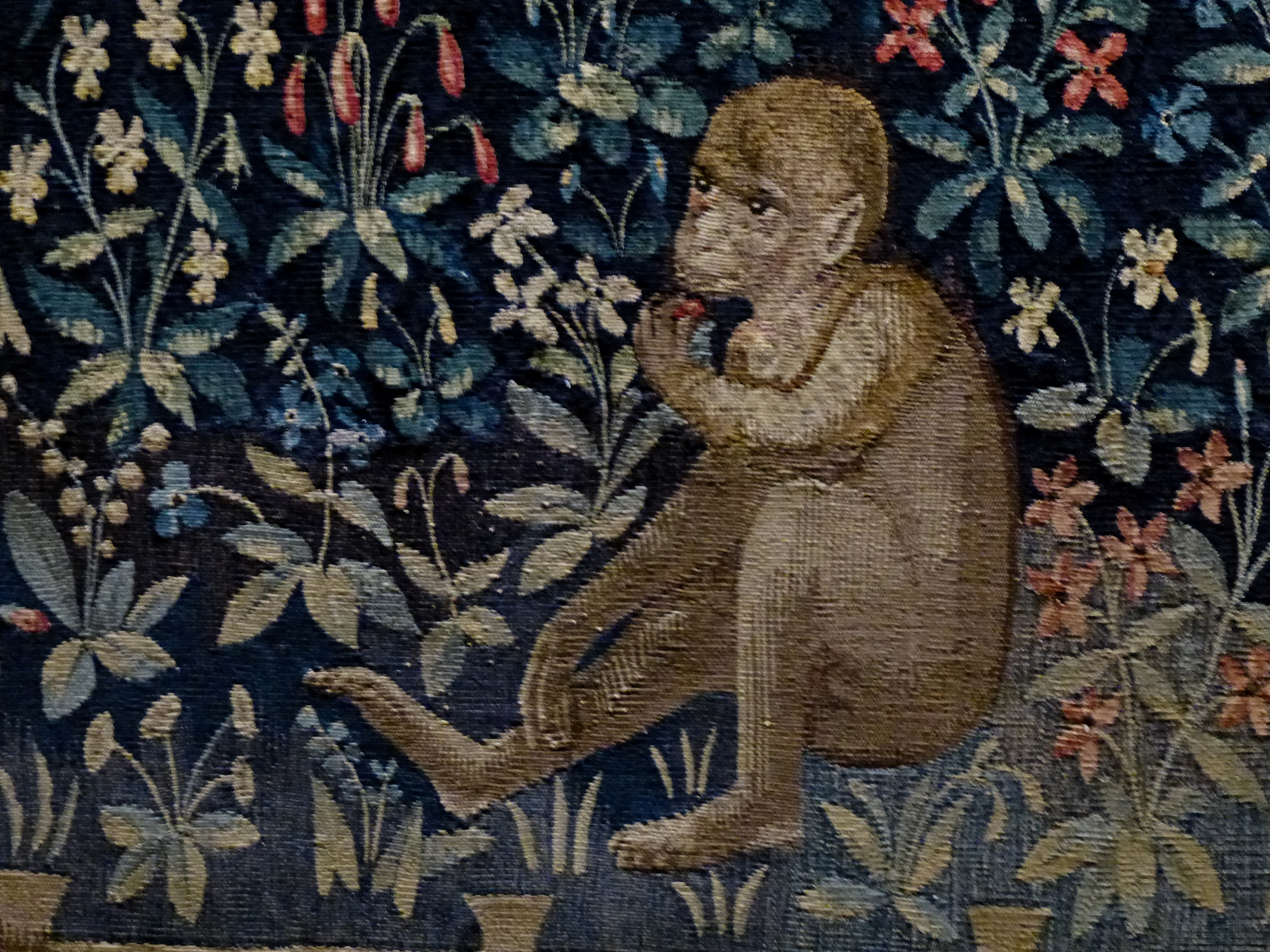
Etende aap
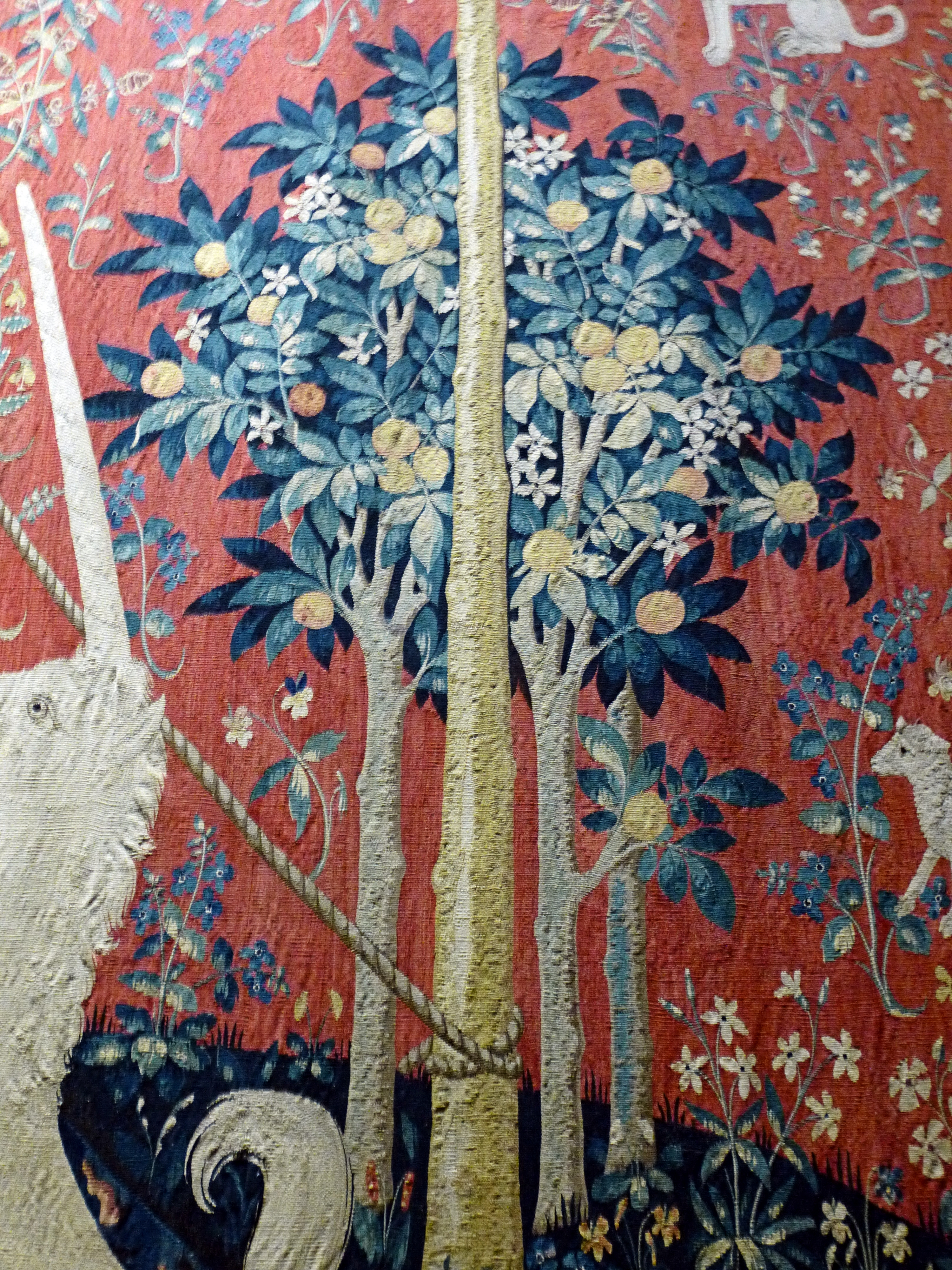
Sinaasappelboom
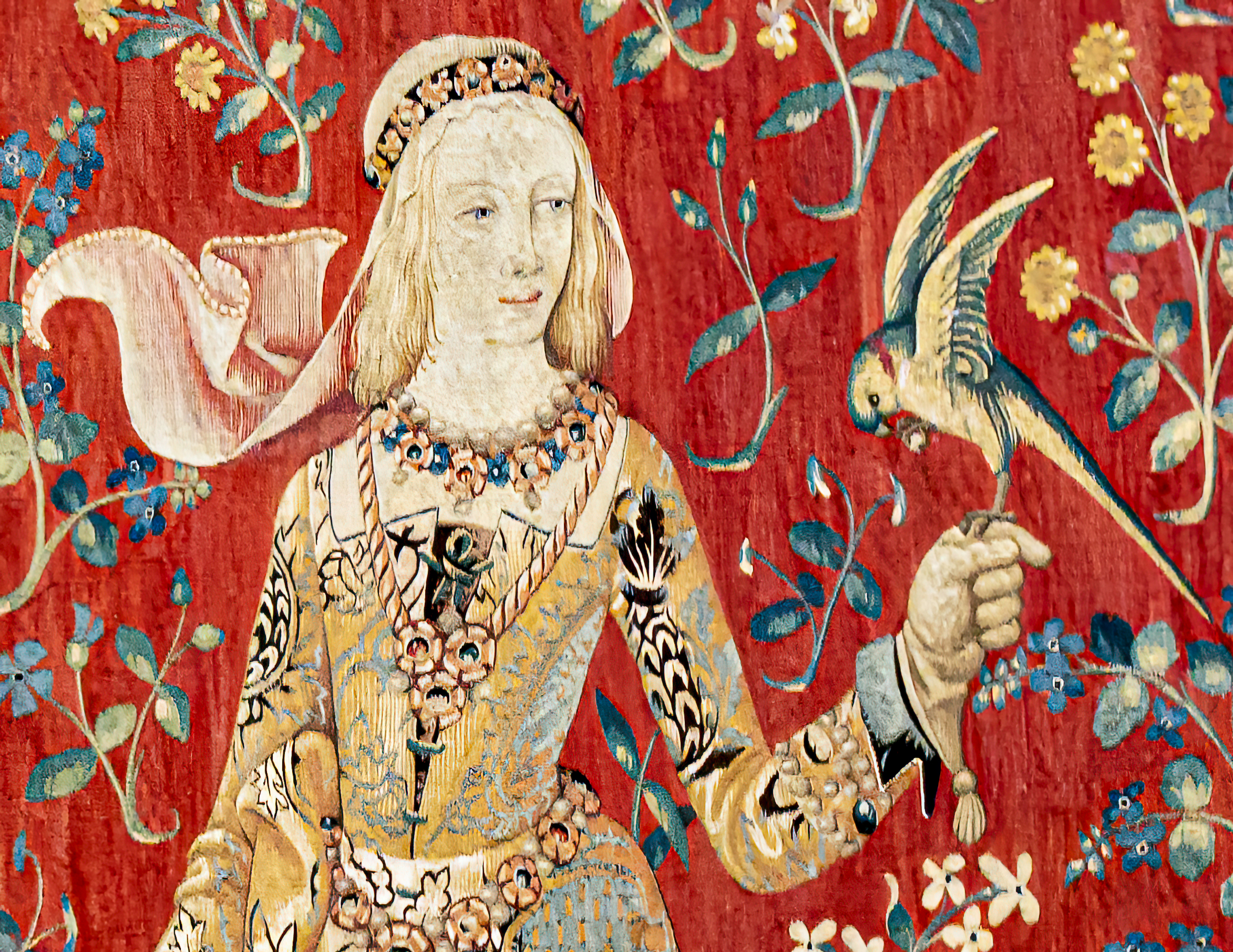
Parkiet

## Invloed
De dame en de eenhoorn duikt regelmatig op in de kunst en in de populaire cultuur:
- Rainer Maria Rilke schreef erover in zijn roman Die Aufzeichnungen des Malte Laurids Brigge (1910).
- In de Harry Potterfilms hangen de tapijten in de Common Room van Gryffindor.

## Voetnoten
1. ↑  Tenture de la Dame à la Licorne, Portail des collections des musées de France (bezocht op 18 november 2014)
2. ↑  Carmen Decu Teodorescu (2010), "La tenture de la Dame la licorne. Nouvelle lecture des armoiries", in: Bulletin Monumental, nr. 168-4, blz. 355-367
3. 1 2  Guy Delmarcel (1999), Het Vlaamse Wandtapijt, blz. 52-55
4. ↑  George Sand (1871), Journal d'un voyageur pendant la guerre
5. ↑  George Sand, L'Illustration, 3 juli 1847
6. ↑  Historique (bezocht op 20 november 2014). Gearchiveerd op 11 februari 2021.
7. ↑  Eerst opgemerkt door A.F. Kendrick, « Quelques remarques sur les tapisseries de La Dame à la licorne du musée de Cluny », in: Actes du Congrès d’histoire de l’art, Paris, 1921, t. III, blz. 662-666
8. ↑  Alain Erlande-Brandenburg, « La tenture de La Dame à la licorne conservée au musée de Cluny », in: Bulletin de la Société nationale des antiquaires de France, 1977, blz. 165-179